# Буш, Уильям
Уильям Буш (англ. William Busch; 24 июня 1901, Лондон — 30 января 1945, Вулакомб, Норт-Девон) — английский композитор и пианист.
Родился в семье немецкого происхождения. Часть детства провёл в Южной Африке, учился игре на фортепиано в Берлине у Вильгельма Бакхауса, Леонида Крейцера и Эгона Петри, затем поступил в Королевский колледж музыки, где занимался композицией под руководством Джона Айрленда; другой ученик Айрленда, Алан Буш, также оказал на него влияние. В разное время учился также исполнительскому искусству у Мэйбл Лэндер и композиции у Бернарда ван Дирена.
В 1927 г. дебютировал как концертный пианист, но постепенно, из-за развившегося страха перед концертной сценой, уменьшил количество выступлений и в 1930-е гг. перешёл, главным образом, к композиторской работе. Основные произведения Буша — «Ода к осени» для голоса и струнного квартета (1937, на стихотворение Джона Китса), фортепианный концерт (1938), фортепианный квартет (1939) и виолончельный концерт (1941, премьера на Променадных концертах 1943 года, солистка Флоренс Хутон); ему также принадлежит ряд фортепианных пьес, из которых наиболее примечательны «Вариации Николаса» (англ. Nicholas Variations; 1942), посвящённые сыну, впоследствии валторнисту Лондонского филармонического оркестра. В конце жизни композитор работал над набросками скрипичного концерта и сочинил ряд песен, впоследствии входивших, в частности, в репертуар Питера Пирса и Дженет Бейкер.
В годы Второй мировой войны Буш с женой и сыном эвакуировались из Лондона в Северный Девон, где родилась дочь композитора Джулия. Навещая жену и младенца в родильном доме, Буш сильно простудился по дороге домой, где некому было оказать ему помощь, и на фоне ослабленного простудой организма умер от инсульта.
Запись двух концертов Буша осуществлена в 2007 году Королевским филармоническим оркестром под управлением Вернона Хэндли (солисты Пирс Лэйн и Рафаэль Уолфиш).